# Ángel de Álora
Ángel Luiggi Miranda (Málaga, 1917-1992), conocido con el sobrenombre de Ángel de Álora por ser su familia originaria de dicha localidad malagueña, fue un cantaor flamenco español que destacó —como tantos otros cantantes de la provincia— por el dominio del cante de la malagueña, a la que dio un toque muy personal con su cante sentido, melódico y sin estridencias. 

## Biografía
Sus inicios en el flamenco como profesional son de 1935, cuando con dieciocho años y tras haber hecho pinitos en su Málaga natal marcha a una gira acompañando al consagrado cantaor Corruco de Algeciras. Trabajó durante muchos años como profesional, actuando principalmente en espectáculos teatrales y en tablaos flamencos. A todas partes llevó su personal estilo de cantar las malagueñas, aunque también son destacables sus tangos de Piyayo, y los fandangos de Macandé. Aunque no alcanzó el estrellato definitivo, todavía hoy se le recuerda en la Peña Juan Breva, así como en Álora, la ciudad de su progenitor y cuyo nombre llevó a toda España con orgullo. Las principales muestras de su voz ha llegado a nuestros días gracias a las grabaciones que realizaron los hermanos Soler Guevara.